# Parafia Matki Bożej Częstochowskiej w Piwodzie
Parafia Matki Bożej Częstochowskiej w Piwodzie – parafia rzymskokatolicka, znajdująca się na terenie archidiecezji przemyskiej, w dekanacie Jarosław III.

## Historia
W 1980 roku w Piwodzie rozpoczęto budowę murowanego kościoła filialnego, według projektu arch. mgr inż. Adama Gustawa. W 1982 roku kościół został poświęcony przez bpa Bolesława Taborskiego pw. Matki Bożej Częstochowskiej. 
26 sierpnia 1994 roku dekretem abpa Józefa Michalika została erygowana parafia z wydzielonego terytorium parafii Wiązownica. 3 listopada 2013 roku odbyła się konsekracja kościoła, której dokonał abp Józef Michalik. 
Na terenie parafii jest 1 172 wiernych (w tym: Piwoda, Wiązownica - Pod Piwodą, Szówsko - ul. Pogodna numery 25 i 25 a, Cetula – 20).
Proboszczowie parafii:
1994–2000. ks. Tadeusz Nowak.
2000– nadal ks. Zbigniew Skrabut.